# Pozorrubio (Pangasinan)
Pozorrubio è una municipalità di seconda classe delle Filippine, situata nella Provincia di Pangasinan, nella regione di Ilocos.
Pozorrubio è formata da 34 baranggay:
- Alipangpang
- Amagbagan
- Balacag
- Banding
- Bantugan
- Batakil
- Bobonan
- Buneg
- Cablong
- Casanfernandoan
- Castaño
- Dilan
- Don Benito
- Haway
- Imbalbalatong
- Inoman
- Laoac

- Maambal
- Malasin
- Malokiat
- Manaol
- Nama
- Nantangalan
- Palacpalac
- Palguyod
- Poblacion I
- Poblacion II
- Poblacion III
- Poblacion IV
- Rosario
- Sugcong
- Talogtog
- Tulnac
- Villegas